# Christian von Appel
Christian von Appel (Neusohl, 1785 – Graz, 22 gennaio 1854) è stato un generale austriaco.

## Biografia
Christian von Appel entrò nell'esercito imperiale nel 1798 quando si unì al reggimento di corazzieri von Melas come semplice soldato. L'anno successivo venne promosso tenente per il valore dimostrato. Prese parte con questo grado alle campagne militari napoleoniche del 1805, 1809 e 1812 e poi nuovamente in quelle del 1813 e del 1815. Nel 1822 venne nominato maggiore.
Dal 1826 entrò nello staff dell'imperatore Francesco I. Nel 1829 venne nominato colonnello ed ottenne il titolo di barone, ed il 4 febbraio 1834 passò in servizio a Vienna dove venne promosso maggiore generale.
Dopo la morte dell'imperatore, von Appel fu tra i primi militari in servizio a lasciare la corte ed a vivere dapprima in Stiria e poi in Italia. Nel 1848 venne promosso tenente generale ed ottenne il comando delle forze armate a Lubiana, combattendo nel 1849 come generale del 3º corpo d'armata. Prese parte in Italia alle battaglie di Mortara e Novara sempre nel 1849 e dopo la definitiva vittoria in quest'ultimo baluardo, von Appel disarmò anche la provincia di Bergamo e la città di Brescia (allora sotto la guida di Girolamo Sangervasio) che nel frattempo erano insorte contro il dominio austriaco in loco.
Per i suoi servizi a Novara, von Appel ricevette la I classe dell'Ordine della Corona ferrea e divenne Consigliere Privato dell'imperatore. Dopo poco ad ogni modo si ritirò e trascorse il resto della sua vita a Graz dove morì nel 1854.